# Quartetto di Cremona
Il Quartetto di Cremona è un quartetto d'archi italiano formatosi a Cremona nel 2000.
Nel corso degli anni si è esibito in festival e rassegne in giro per il mondo come il Barge Music di New York, la Beethoven-Haus e il Beethovenfest di Bonn, il Bozar di Bruxelles, il Festival di Turku, la Kammermusik Gemeinde di Hannover e la Konzerthaus di Berlino, la Wigmore Hall di Londra o il Perth Festival in Australia.

## Storia
Il Quartetto di Cremona nasce nel 2000, in seno all'Accademia Stauffer di Cremona. L'ensemble (nell'attuale formazione dal 2002) si perfeziona poi con Piero Farulli del Quartetto Italiano presso la Scuola di Musica di Fiesole e con Hatto Beyerle del Quartetto Alban Berg.
Dal 2011 è artist in residence presso la Società del quartetto di Milano, collaborazione continuata nel 2014 con l'esecuzione integrale dei quartetti di Beethoven e culminata nell'ottobre 2016 a Milano con un concerto di musiche di Shubert. L'ensemble è stato in residence anche presso l'Accademia di Santa Cecilia in Roma e dall'autunno 2011 è titolare del corso di quartetto d'archi presso l'Accademia Stauffer di Cremona.
Nel corso degli anni varie emittenti radiotelevisive di tutto il mondo, quali RAI, WDR, BBC, VRT, SDR, ABC, hanno trasmesso loro concerti in un repertorio che spazia dalle prime opere di Haydn fino alla musica contemporanea. tra i compositori moderni che hanno dedicato le loro opere al quartetto figurano Fabio Vacchi, Nimrod Borenstein, Lorenzo Ferrero, Helmuth Lachenmann e Silvia Colasanti. Hanno inoltre collaborato con artisti quali Lawrence Dutton, Antonio Meneses, Lynn Harrell, Bella Davidovich, Angela Hewitt, Ivo Pogorelich, Lilya Zilberstein, Bruno Giuranna, Andrea Lucchesini e Pieter Wispelwey.
Nel 2015 il Quartetto è stato insignito della cittadinanza onoraria della città di Cremona.
Nel 2023 ha suonato al The Grace Rainey Rogers Auditorium presso il Met di New York.

## Formazione
- Cristiano Gualco - violino I (Stradivari "Paganini-Conte Cozio di Salabue”, 1727[8][9]; Guadagnini "Cremonensis", 1767; Amati, 1640)
- Paolo Andreoli -  violino II (Stradivari "Paganini-Desaint", ca. 1680;[10] Testore, ca. 1752)
- Simone Gramaglia - viola (Stradivari "Paganini- Mendelssohn", 1731;[11] Gioachino Torazzi, ca. 1680)
- Giovanni Scaglione - violoncello (Stradivari "Paganini-Landenburg", ca. 1736;[12] Don Nicola Amati, 1712)

### Strumenti
I violini Giovanni Battista Guadagnini e Carlo Antonio Testore, nonché la viola Torrazzi ed il violoncello Don Nicola Amati sono concessi in uso al quartetto dal Kulturfond Peter Eckes, mentre gli Stradivari facenti parte del Quartetto Paganini (suonati in precedenza dal Quartetto Hagen) sono di proprietà della Nippon Music Foundation.

## Discografia
- 2006 – Bartok, Haydn: String Quartets (Genuin)
- 2009 – Luigi Boccherini: Flute quintets con Andrea Griminelli (Decca)
- 2010 – Fabio Vacchi: String Quartets (Decca)
- 2012 – Italian Journey (Klanglogo)
- 2013 – Lorenzo Ferrero: Tempi di quartetto (Klanglogo)
- 2016 – Saint-Saens: Piano Quintet, String Quartet n. 1 - Andrea Lucchesini (Audite)
- 2018 – Beethoven: Complete String Quartets (Audite)
- 2019 – Schubert: String Quintet, String Quartet "Der Tod und das Mädchen" - Eckart Runge (Audite)
- 2020 – Italian postcards (Avie Records)[15]